# Сен-Сатюрнен-де-Лен
Сен-Сатюрне́н-де-Лен (фр. Saint-Saturnin-de-Lenne, окс. Sent Adornin) — коммуна во Франции, находится в регионе Окситания. Департамент — Аверон. Входит в состав кантона Кампаньяк. Округ коммуны — Мийо.
Код INSEE коммуны — 12247.
Коммуна расположена приблизительно в 500 км к югу от Парижа, в 160 км северо-восточнее Тулузы, в 37 км к востоку от Родеза.

## Население
Население коммуны на 2008 год составляло 359 человек.
| 1962 | 1968 | 1975 | 1982 | 1990 | 1999 | 2008 |
| ---- | ---- | ---- | ---- | ---- | ---- | ---- |
| 494  | 509  | 457  | 406  | 379  | 365  | 359  |

## Экономика

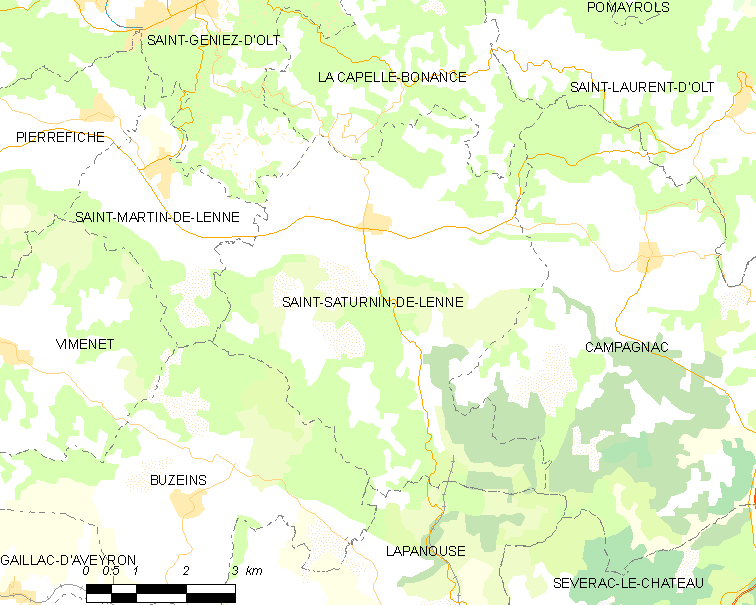
Карта коммуны

В 2007 году среди 193 человек в трудоспособном возрасте (15—64 лет) 125 были экономически активными, 68 — неактивными (показатель активности — 64,8 %, в 1999 году было 69,0 %). Из 125 активных работали 122 человека (70 мужчин и 52 женщины), безработных было 3 (1 мужчина, 2 женщины). Среди 68 неактивных 20 человек были учениками или студентами, 29 — пенсионерами, 19 были неактивными по другим причинам.

## Достопримечательности
- Церковь Сен-Сатюрнен (XIII век). Памятник истории с 1924 года[3]